# Meester van de Antwerpse Kruisiging
De Meester van de Antwerpse Kruisiging was een kunstschilder die werkte in de stijl van de Vlaamse Primitieven en werkzaam was in Antwerpen in het begin van de 16e eeuw.  Hij kreeg zijn naam naar een Kruisiging of Calvarievoorstelling met de kruisdraging en de opstanding van Christus, vroeger in het Koninklijk Museum voor Schone Kunsten, nu in de kapel van het Maagdenhuis in Antwerpen. Hij wordt gerekend tot de groep van de Antwerpse Maniëristen.
Het werk van deze anonieme meester werd door Max Jakob Friedländer in 1933 geïdentificeerd op basis van stijlkenmerken van de triptiek van de Kruisiging. Hij voegde nog vier andere werken aan het oeuvre van de meester toe.
De stijl van de Meester is duidelijk verschillend van de Meester van de Antwerpse Aanbidding. Hij schildert bijzonder tengere, lange figuren. De gelaatstrekken zijn weinig gekarakteriseerd. Het gelaat is ook vrij langwerpig en wordt vaak nog verlengd met een baard. Zijn werk doet nog sterk gotisch aan en vroegrenaissancistische elementen ontbreken.
In recent onderzoek werd deze Meester geassocieerd met Adriaen van Overbeke.

## Weblinks
- (nl)  Afbeelding van de Calvarievoorstelling met de kruisdraging en de opstanding van Christus KIK-IRPA
- (nl)  Biografische gegevens op RKD-Nederlands Instituut voor Kunstgeschiedenis.[7]